# Liga Reńska
Liga Reńska (niem. Rheinische Allianz, fr. Ligue du Rhin) – unia zawarta we Frankfurcie nad Menem 15 sierpnia 1658 roku na trzy lata pomiędzy elektoratami Kolonii, Trewiru i Moguncji, Hesji-Kassel, Szwecją i Francją w celu zapewnienia wykonalności traktatów westfalskich (1648) i stworzenia przeciwwagi dla wpływów Habsburgów. Umowę wynegocjował kard. Jules Mazarin. W latach 1661 i 1664 sojusz był odnawiany, rozpadł się w 1668 roku.
Liga Reńska służyła przede wszystkim interesom Ludwika XIV, ponieważ przyjęcie przez objęte porozumieniem państwa niemieckie francuskiego protektoratu zapobiegało udzieleniu przez cesarza pomocy hiszpańskim Habsburgom w toczącej się wojnie francusko-hiszpańskiej, będącej w związku z wcześniejszą wojną trzydziestoletnią.